# Rideau River
Rideau River är ett vattendrag i Kanada.   Det ligger i provinsen Ontario, i den sydöstra delen av landet.
Runt Rideau River är det i huvudsak tätbebyggt. Runt Rideau River är det mycket tätbefolkat, med 3 022 invånare per kvadratkilometer.